# Пшепіткі
Пшепіткі (пол. Przepitki) — село в Польщі, у гміні Нове Място Плонського повіту Мазовецького воєводства.
Населення — 24 особи (2011).
У 1975-1998 роках село належало до Цехановського воєводства.

## Демографія
Демографічна структура станом на 31 березня 2011 року:
|          | Загалом | Допрацездатний вік | Працездатний вік | Постпрацездатний вік |
| -------- | ------- | ------------------ | ---------------- | -------------------- |
| Чоловіки | 11      | 2                  | 7                | 2                    |
| Жінки    | 13      | 1                  | 7                | 5                    |
| Разом    | 24      | 3                  | 14               | 7                    |